# Mistrzostwa Europy w Saneczkarstwie 1962
15. Mistrzostwa Europy w saneczkarstwie 1962 odbyły się w austriackim Weißenbach bei Liezen. Rozegrane zostały trzy konkurencje: jedynki kobiet, jedynki mężczyzn oraz dwójki mężczyzn. W tabeli medalowej najlepsza była Austria.

## Wyniki

### Jedynki kobiet
| Medal | Zawodniczka         | Narodowość | Czas | Strata |
| ----- | ------------------- | ---------- | ---- | ------ |
|       | Irena Pawełczyk     | Polska     |      |        |
|       | Helene Thurner      | Austria    |      |        |
|       | Gerda Cegner-Rieser | Austria    |      |        |

### Jedynki mężczyzn
| Medal | Zawodnik       | Narodowość | Czas | Strata |
| ----- | -------------- | ---------- | ---- | ------ |
|       | Josef Lenz     | RFN        |      |        |
|       | Anton Venier   | Austria    |      |        |
|       | Zdzisław Siuda | Polska     |      |        |

### Dwójki mężczyzn
| Medal | Zawodnicy                       | Narodowość | Czas | Strata |
| ----- | ------------------------------- | ---------- | ---- | ------ |
|       | Anton Venier/Ewald Walch        | Austria    |      |        |
|       | Josef Feistmantl/Manfred Stengl | Austria    |      |        |
|       | Reinhold Frosch/Ludwig Gassner  | Austria    |      |        |

## Klasyfikacja medalowa
| Miejsce | Państwo |   |   |   | Razem |
| ------- | ------- | - | - | - | ----- |
| 1.      | Austria | 1 | 3 | 2 | 6     |
| 2.      | Polska  | 1 | 0 | 1 | 2     |
| 3.      | RFN     | 1 | 0 | 0 | 1     |